# Myophorellidae
Myophorellidae zijn een uitgestorven familie van tweekleppigen uit de orde Trigonioida.

## Taxonomie
De volgende geslachten zijn bij de familie ingedeeld:
- † Asiatotrigonia Cox, 1952
- † Austromyophorella Cooper, 2011
- † Haidaia Crickmay, 1930
- † Hijitrigonia Kobayashi in Kobayashi & Mori, 1954
- † Ibotrigonia Kobayashi, 1957
- † Jhabotrigonia Badve & Nayak, 1984
- † Korobkovitrigonia Saveliev, 1958
- † Leptotrigonia Saveliev, 1958
- † Litschkovitrigonia Saveliev, 1958
- † Luxitrigonia Guo Fu-xiang, 1985
- † Macrotrigonia Camacho & Olivero, 1985
- † Myophorella Bayle, 1878
- † Orthotrigonia Cox, 1952
- † Packardella Kobayashi & Amano, 1955
- † Promyophorella Kobayashi & Tamura, 1955
- † Pseudomyophorella Nakano, 1961
- † Quadratotrigonia Dietrich, 1933
- † Quoiecchia Crickmay, 1930
- † Scaphogonia Crickmay, 1930
- † Scaphorella Leanza, Pérez & Reyes, 1987
- † Scaphotrigonia Dietrich, 1933
- † Setotrigonia Kobayashi & Amano, 1955
- † Splenditrigonia Leanza, 1993
- † Steinmanella Crickmay, 1930
- † Transitrigonia Dietrich, 1933
- † Trigonellina Parnes, 1981
- † Turbitrigonia Kelly, 1984
- † Vaugonia Crickmay, 1930
- † Yaadia Crickmay, 1930
- † Yeharella Kobayashi & Amano, 1955